# Canard d'Estaires
Le canard d'Estaires est un canard domestique originaire du Nord de la France, de la même région que la poule du même nom.

## Histoire
Cette race a été sélectionnée dans la région d'Estaires  au bord de la Lys, à partir de canards locaux et du canard de Pékin américain. Il n'a jamais eu un grand développement en dehors de sa région d'origine, et est devenu plutôt rare de nos jours.

## Description
Le canard d'Estaires a la même forme que le canard de Bourbourg (également au plumage blanc), issu aussi du Nord-Pas-de-Calais; cependant il est moins gros (environ 2,2 kg). C'est un canard au plumage blanc fort rustique et précoce, à la chair relativement fine. Son bec est jaune foncé. Sa cane est une très bonne pondeuse et une excellente couveuse,. Son baguage est de 16 mm pour les deux sexes.